# Wolodymyr Krawez
Wolodymyr Oleksijowytsch Krawez (* 3. Mai 1930 in Scharyn (ukr. Шарин), Rajon Uman, Oblast Tscherkassy, Sowjetunion; † 22. Juli 2011) war ein ukrainischer Politiker und Diplomat. Er war zwischen 1984 und 1990 Außenminister der Ukrainischen Sozialistischen Sowjetrepublik.

## Biografie
Krawez studierte zuerst bis 1953 an der Universität Kiew und schloss sein Studium 1956 an der Universität Charkiw als Kandidat der Wissenschaften ab. Im Anschluss war er bis 1961 Assistent und Dozent des Lehrstuhls für Marxismus-Leninismus an der Universität für Luft- und Raumfahrt in Charkiw und am Landwirtschaftsinstitut in Uman. Zwischen 1961 und 1965 war Krawez Berater für Wissenschaft und Kultur des Zentralkomitees der Kommunistischen Partei der Ukraine. Von 1965 bis 1967 war er Dozent an der Nationalen Universität für Bauwesen und Architektur in Kiew und trat 1967 in den Diplomatischen Dienst der Ukraine ein.
Von 1979 bis 1984 war Krawez Ständiger Vertreter der Ukraine bei den Vereinten Nationen.
Am 29. Dezember 1984 wurde Krawez in Nachfolge von Wolodymyr Martynenko Minister für Auswärtige Angelegenheiten der Ukrainischen Sowjetrepublik und verabschiedete sich aus diesem Amt am 27. Juli 1990 in den Ruhestand. Sein Nachfolger wurde Anatolij Slenko, der, nachdem die Ukraine im Juli 1991 die staatliche Unabhängigkeit erlangte, erster Außenminister der souveränen Ukraine wurde. Seinen Ruhestand verbrachte Krawez in Kiew. Er wurde auf dem Kiewer Baikowe-Friedhof (Abschnittsnummer 52a) begraben.